# Martin-chasseur marron
Halcyon badia
Espèce
Statut de conservation UICN

 LC  : Préoccupation mineure
Le Martin-chasseur marron (Halcyon badia) est une espèce d'oiseaux appartenant à la famille des Alcedinidae.